# Raymonda Vergauwen
Raymonda Vergauwen   (Sas van Gent, 15 de març de 1928 - Sas van Gent, 5 d'abril de 2018) fou una nedadora belga, especialista en braça, que va competir entre les dècades de 1940 i 1960.
Nascuda de pares belgues, va créixer als Països Baixos.
El 1948 va batre el rècord belga dels 200 metres braça, un rècord que va mantenir fins al 1958 i que va millorar en dues ocasions, passant de 2'56.60" el 1948 a 2'54.80" el 1952. Aquest rècord no fou millorat fins al 1958 amb un temps de 2' 51,00".
El 1950 va guanyar la medalla d'or en els 200 metres braça del Campionat d'Europa de natació que es va disputar a Viena. Dos anys més tard va prendre part en els Jocs Olímpics de Hèlsinki, on quedà eliminada en sèries en la prova dels 200 metres braça del programa de natació.
Es va retirar de la competició el 1964 i passà a exercir de jutge esportiu.